# Wii 핸들
Wii 핸들(Wii handle)(일본어:Wiiはハンドル)(중국어(간체):Wii的方向盘)은, 닌텐도가 개발한 Wii용 하드웨어이다. 한국에서는 마리오 카트 Wii가 발매된 당일 2009년 4월 30일에 같이 발매되었다. 일본 정가는 약 1000엔 정도이며, 한국 정가는 15,000원으로 책정되었다. 현재 위 핸들은 마리오 카트 Wii에서 사용할 수 있으며 앞으로는 Wii 핸들이 사용되는 게임이 더 발매될 예정이다.